# Psilorhynchus homaloptera
Psilorhynchus homaloptera ist eine Süßwasserfischart aus der Familie der Spindelschmerlen (Psilorhynchidae). Sie kommt in Tibet, Indien, Myanmar und Nepal vor.

## Merkmale
Psilorhynchus homaloptera erreicht eine maximale Standardlänge von 7,8 cm. Die Schnauze ist klein und schmal. Die Lippen sind fleischig. Die Geschlechtspapille und die Schuppenhaut an der Kopfvorderseite sind gut entwickelt. Der Kieferrand ist scharf und verhornt. Es sind keine Barteln vorhanden. Die breiten und großen Brustflossen haben 8 bis 9 verzweigte Strahlen. Es gibt 42 bis 46 Schuppen auf dem Seitenlinienorgan. Der Rücken ist braun. Der Unterbauch ist hell mit 7 bis 10 dunklen Flecken entlang des Seitenlinienorgans.

## Lebensraum
Psilorhynchus homaloptera bewohnt Fließgewässer mit hohem Gefälle sowie felsigen Grund von kleinen Nebenflüssen großer Flüsse, die im Himalaya entspringen.

## Nahrungs- und Fortpflanzungsverhalten
Psilorhynchus homaloptera ist ein Allesfresser und ernährt sich hauptsächlich von Algen und wirbellosen Wassertieren. Die Art, die auf klares Wasser angewiesen ist, laicht im Juli und August. Die Eier sind klein und gelblich gefärbt.

## Gefährdungsstatus
Die IUCN klassifiziert Psilorhynchus homaloptera als nicht gefährdet. Die Bedrohungen für diese Art sind nicht bekannt. Die Ernte für den Zierfischhandel muss überwacht werden und kann in einigen Regionen eine Bedrohung darstellen. Darüber liegen jedoch keine hinreichenden Studien vor.